# Bogusław Schaeffer
Pour les articles homonymes, voir Schaeffer.
Bogusław Julien Schaeffer, né le 6 juin 1929 à Lwów et mort le 1er juillet 2019 à Salzbourg, est un compositeur, musicologue pédagogue et artiste graphique polonais. 
Il est membre du groupe d'avant-garde de compositeurs polonais intitulé Groupe de Cracovie, aux côtés, entre autres, de Krzysztof Penderecki.

## Biographie

### Études et carrière
Bogusław Schaeffer naît à Lwów, aujourd'hui Lviv en Ukraine. Après des études de violon à Opole et puis se rend à Cracovie en 1949 où il étudie la composition avec Artur Malawski à l'École Supérieure de Musique et la musicologie avec Zdzisław Jachimecki à l'Académie de musique de Cracovie en 1953. Il prend ensuite des cours de techniques avancées avec Luigi Nono. 
Il exerce en tant que compositeur et théoricien de la musique. À partir de 1963, il est nommé professeur de composition à l'Académie de Cracovie. Il est également professeur au Mozarteum de Salzbourg à partir de 1989 jusqu'en 2002.
Il fonde, en 1967, il fonde le périodique Forum Musicum, consacré à la musique nouvelle. Outre ses écrits sur la musique, il est également auteur dramatique à partir de 1979. Il est l'auteur dramatique le plus joué en Pologne durant la saison 1987-1988, avec un prix au festival de pièces contemporaines de Wroclaw en 1987.
Comme compositeur, il reçoit de nombreuses distinctions et ses œuvres sont fréquemment présentées en Pologne et à l'étranger.
Parmi ses élèves figurent notamment Konstancja Kochaniec et Athanasía Tzánou.

### Vie privée
Il épouse Mieczysława Janina Hanuszewska. Leur fils est le journaliste musical Piotr Mikolaj Schaeffer.

### Compositions

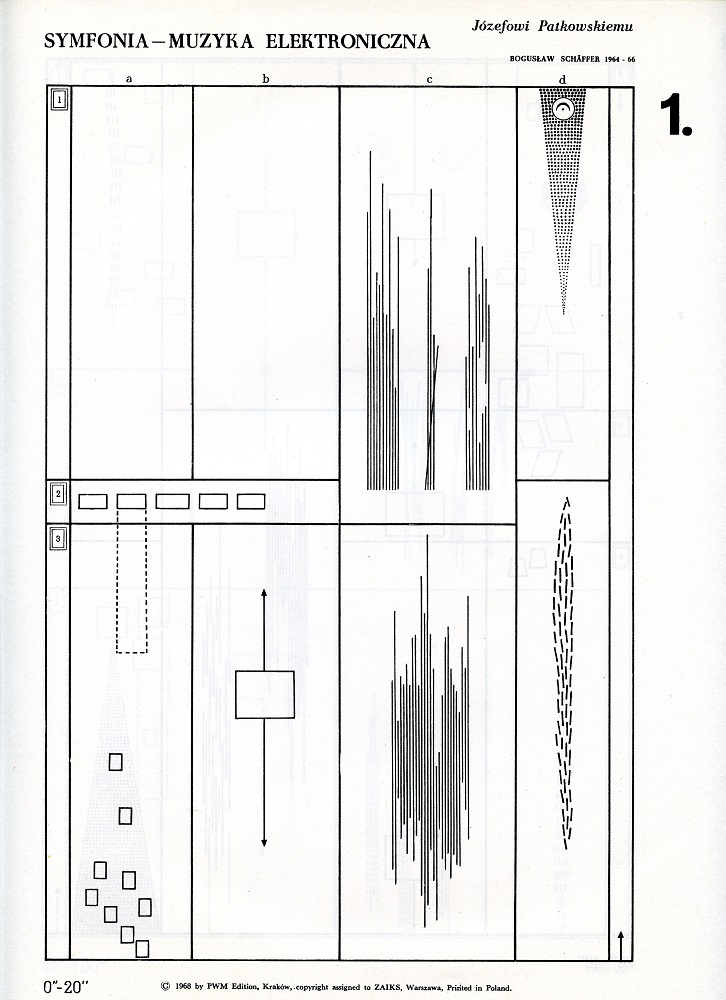
Première page de la Symfonia de Bogusław Schaeffer

Bogusław Schaeffer est l'auteur de plus de 400 œuvres. Ses premières œuvres, 19 Mazurkas pour piano de 1949, s'inspirent des mélorythmes des chants traditionnels polonais,
mais il a pris un tournant décisif en 1953 avec Musique pour cordes : Nocturne, qui est la première œuvre sérielle d'un compositeur polonais. Il a conçu une notation optique graphique et polychromatique indiquant l'intensité du son, les longueurs proportionnelles de durée et la position des notes en lignes mélodiques et contrapuntiques, les composantes étant arrangées en code binaire. Il a également écrit de la musique dans le style de la « troisième vague », combinant le jazz aux procédés classiques.
En 1960, il a inventé la musique topophonique sous forme de passacaille sonore et colorée dans Topofonica pour quarante instruments. En 1967, il a introduit son propre système rythmique, construit sur des rapports mètres-tempo. En 1970, il a commencé à utiliser les synthétiseurs et les ordinateurs. Un grand nombre de ses partitions de musique de chambre, comme Quatuor 2+2, utilisent les procédés aléatoires. Dans sa musique pour et avec acteurs, il fait appel aux médias mixtes. Avec sa Missa elettronica (1975), il emprunte une voie audacieuse dans le domaine de la musique sacrée.
Bogusław Schaeffer est considéré comme l'un des plus grands compositeurs de musique microtonale. Trois courtes pièces (1951) pour orchestre et Musique (1954) pour quatuor à cordes sont des  exemples importants de ses premières œuvres microtonales dans lesquelles il utilise une série de vingt-quatre sons avec vingt-trois intervalles microtonaux différents. En 1979, il a introduit un nouveau genre d'instrumentation dans lequel la disposition des instruments change totalement à plusieurs reprises. Dans son Concerto pour orgue, la disposition des instruments change cinquante-trois fois. Chacune de ses œuvres pour orchestre et concertos suit cette nouvelle disposition, parfois de façon très spécifique, comme sa Musica ipsa.

## Récompenses
- 1959 - 2e prix du concours Grzegorz Fitelberg à Katowice, pour Monosonata pour 24 instruments à cordes solistes
- 1962 - Prix au concours Artur Malawski à Cracovie pour Musica ipsa
- 1964 - 2e prix du concours Grzegorz Fitelberg pour la Petite Symphonie
- 2007 - Grand prix culturel de la province de Salzbourg

## Œuvres

### Écrits
- Nowa Muzyka: Problemy współczesnej techniki kompozytorskiej [« La Nouvelle Musique. Problèmes Contemporains de techniques d'écriture »] (Nowa Muzyka) - Cracovie, 1958, rééd. 1969.
- (pl + en) Introduction à la Composition, Cracovie, 1974.

### Orchestre
- Quattro Movimenti pour piano et orchestre 1957
- Topofonica de 40 différents instruments - 1960
- Musica ipsa pour orchestre - 1962
- De la musique pour MI pour vibraphone et orchestre - 1963
- Le Collage et la Forme de 8, musicien de jazz et orchestre - 1963
- Collage pour orchestre - 1964
- Texte pour orchestre - 1971
- Varsovie, Ouverture pour orchestre - 1975
- Stabat Mater pour soprano, alto, orchestre à cordes et orgue - 1983
- Missa Symphonique pour orchestre - 1986

#### Concertante
- 4 Movimenti, pour piano et orchestre de chambre - 1957
- Concerto Breve, pour violoncelle et orchestre - 1959
- Concerto pour flûte, trio flûte et orchestre - 1963
- Concerto pour violon - 1963
- Concerto pour piano II, pour piano et orchestre - 1967
- Jazz concerto, pour 12 musiciens et orchestre - 1969
- Concerto pour 3 pianos - 1972
- Concerto pour guitare et orchestre - 1984
- Concerto pour 2 pianos à 4 mains et orchestre - 1988
- Concerto pour violon II, - 1989
- Concerto pour piano III, pour piano, orchestre et des médias électroniques - 1990
- Concerto pour alto et orchestre - 1997
- Concerto pour piano IV, pour piano, orchestre et des médias électroniques - 1999
- Concerto pour violon III, pour violon et orchestre - 1999
- Concerto pour violon IV, de la violoniste avec 3 violons et orchestre de chambre - 2003
- Concerto pour piano V, pour piano et 15 chanteurs - 2004
- Concerto pour piano VI, pour piano et 11 instruments (y compris accordéon) - 2004
- Concerto pour alto et orchestre de chambre - 2004
- Concerto pour piano VII, pour piano et orchestre de chambre - 2005
- Concerto pour violon V, pour violon et chœur de femmes - 2006

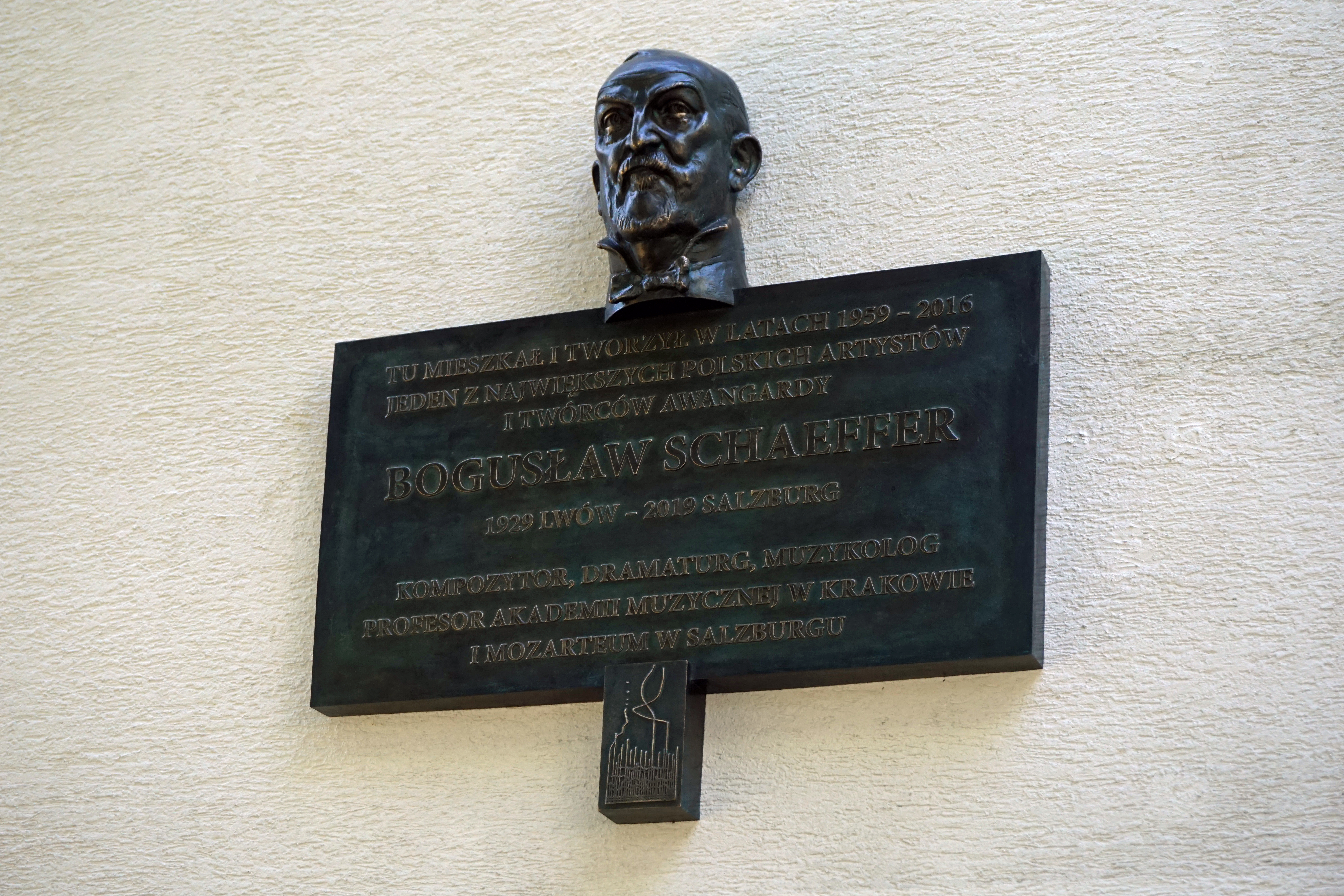
Plaque commémorative sur l’immeuble Osiedle Kolorowe 4, où l’artiste a vécu et travaillé. Inaugurée en 2025.

#### Musique de chambre
- Musique, pour quatuor à cordes - 1954
- Permutations, pour 10 instruments - 1956
- Quatuor à cordes n° 1 - 1957
- Extrêmes, pour 10 instruments - 1957
- Monosonate, pour les 6 quatuors à cordes - 1946
- Lineare Construction, pour piano - 1959
- Kodes, pour orchestre de chambre - 1961
- Quatuor à cordes n° 2 - 1964
- Composition, pour harpe et piano 1966
- Situations, pour trio à cordes - 1971
- Quatuor à cordes n° 3 - 1971
- Mare, pour piano et 9 instruments - 1971
- Negative Music, pour instrument choisi - 1972
- Free Form, pour 5 instruments - 1972
- Iranien ensemble, pour flûte, piano, 3 acteurs et de l'ensemble des artistes interprètes ou exécutants - 1976
- Art Minimal, pour tuba et piano - 1977
- Gravesono, pour instrument à vent - 1977
- L'expression de soi, pour violoncelle - 1978
- Kesukann, pour 13 instruments à cordes - 1978
- Esatto e libero, pour violon et piano 1983
- Mouhadatsa, pour alto et violoncelle - 1985
- Kwaiwa, pour violon et ordinateur - 1986
- Musique d'été, pour accordéon et piano 1987
- Missa brevis, pour chœur - 1988
- Musique de printemps, pour alto et piano 1988
- Musique d'hiver, pour cor et piano 1988
- Moments d'Amour - 1990
- Monophonie II; pour 13 altos - 1997
- Kreuzweg 11, pour saxophone, accordéon, percussions et alto - 2003
- Salzbourg spectres, pour 4 altos - 2005
- Quatuor pour 4 altos - 2006
- Quatuor à cordes n° 17 - 2006

#### Pour soliste
- Sonate pour violon - 1955
- Négatif pour flûte - 1960
- Construction pour vibraphone - 1962
- Euterpe pour hautbois - 1984
- Sonate pour alto - 1991
- Espedozione pour trombone - 2000
- Per Violino Solo - 2002
- Raccontino pour marimba - 2005

#### Claviers
- Sonatine - 1952
- Composition - 1954
- Modèle I-XXXIV - 1956-2006
- Émotions décrites - 1966
- Sonate II pour orgue - 1985
- Sonate III-IV pour orgue - 1986
- Megasonata pour piano - 1994
- Fantaisie pour orgue (24 mouvements)  pour orgue - 2003
- Fantaisie Impromptu, pour piano - 2004
- Grande sonate, pour piano et électronique - 2006

#### Opéra
- Monodram, opéra pour la radio, 65 min. - 1968
- Liebesbliecke opéra, 150 min. - 1990

## Dans la culture populaire
Le Concerto pour piano de Schaeffer a été utilisé dans la bande son du film de David Lynch, Inland Empire, en 2006.

## Sources
- Theodore Baker et Alain Pâris (trad. Marie-Stella Pâris), Dictionnaire biographique des musiciens, R. Laffont, 1995 (ISBN 2-221-90103-7, 978-2-221-90103-8 et 2-221-06510-7, OCLC 896013421, lire en ligne)